# Hong Kong International Theme Parks
Hong Kong International Theme Parks Ltd. es una compañía incorporada en común coordinada por la Walt Disney Company y el Gobierno de Hong Kong, fundada en 1999. Dirige y coordina Hong Kong Disneyland Resort, en la isla Lantau.
El gobierno de Hong Kong dirige el 57%, mientras que la Walt Disney Company posee el 43%.